# Albian Ajeti
Pour les articles homonymes, voir Ajeti.
Albian Afrim Ajeti, abrégé Albian Ajeti, né le 22 février 1997 à Bâle en Suisse, est un footballeur helvetico-albanais. Il évolue au poste d'attaquant au FC Bâle. Il est le frère d'Arlind Ajeti et d'Adonis Ajeti (en), également footballeurs professionnels.

## Carrière

### En club

#### FC Bâle (2014-2016)
Il commence sa carrière pro au FC Bâle après avoir fait aussi son parcours junior dans le club.

#### FC Augsbourg (2016-2017) et prêt au FC Sain-Gall (2016-2017)
Après avoir rejoint le FC Augsbourg en janvier 2016, Albian Ajeti est prêté au FC Saint-Gall lors du mercato d'été 2016.

#### FC Saint-Gall (2017)
Il est transféré définitivement au club à la fin de la saison,. Il restera seulement une partie de la saison.

#### Retour au FC Bâle (2017-2019)
Le 2 octobre 2017, le FC Bâle confirme son retour au club où il a débuté.

#### West Ham United (2019-2020)
En 2019, le FC Bâle annonce qu'il quitte le club pour découvrir la Premier League avec le West Ham United.

#### Celtic FC (2020-2023)
Le 13 août 2020, Albian Ajeti s'engage pour un contrat de 4 ans avec le Celtic Glasgow (club de Scottish Premiership).
En septembre 2023, il quitte le club et l'Ecosse et s'envole pour la Turquie.

##### Prêt en Autriche au SK Sturm Graz (2022-2023)
Il est prêté avec option d'achat par le Celtic FC au SK Sturm Graz. À la fin de son prêt, il retourne au Celtic FC.

#### Gaziantep FK (2023)
Il signe au Gaziantep FK au début de 2024.

#### Retour au FC Bâle (depuis 2024)
Début février 2024, il est annoncé qu'il quitte la Turquie pour revenir en Suisse au FC Bâle, il a signé un contrat jusqu'au 30 juin 2024, avec option pour une prolongation. Fin mai 2025, le club rhénan annonce sa prolongation de contrat de trois ans soit jusqu'en été 2028.

### En équipe nationale
Albian Ajeti est sélectionné dans quasiment toutes les catégories de jeunes, des moins de 15 ans jusqu'aux espoirs. Il inscrit sept buts dans la catégorie des moins de 17 ans.
Le 4 octobre 2021, il est rappelé dans l'équipe de Suisse par le coach Murat Yakın lors de la qualification pour la Coupe du monde 2022 au Qatar.

## Statistiques
| Saison                | Club                  | Championnat           | Championnat | Championnat | Coupe nationale | Coupe nationale | Coupe de la Ligue | Coupe de la Ligue | Compétition(s) continentale(s) | Compétition(s) continentale(s) | Compétition(s) continentale(s) | Total | Total |
| Saison                | Club                  | Division              | M.          | B.          | M.              | B.              | M.                | B.                | Comp.                          | M.                             | B.                             | M.    | B.    |
| 2013-2014             | FC Bâle               | Super League          | 2           | 1           | -               | -               | -                 | -                 | C3                             | 1                              | 0                              | 3     | 1     |
| 2014-2015             | FC Bâle               | Super League          | 4           | 1           | 2               | 0               | -                 | -                 | -                              | -                              | -                              | 6     | 1     |
| 2015-2016             | FC Bâle               | Super League          | 5           | 1           | 4               | 3               | -                 | -                 | C1+C3                          | 1+2                            | 0+0                            | 12    | 4     |
| Sous-total            | Sous-total            | Sous-total            | 11          | 3           | 6               | 3               | -                 | -                 | -                              | 4                              | 0                              | 21    | 6     |
| 2015-2016             | FC Augsbourg          | Bundesliga            | 1           | 0           | -               | -               | -                 | -                 | -                              | -                              | -                              | 1     | 0     |
| Sous-total            | Sous-total            | Sous-total            | 1           | 0           | -               | -               | -                 | -                 | -                              | -                              | -                              | 1     | 0     |
| 2016-2017             | FC Saint-Gall (prêt)  | Super League          | 29          | 10          | 1               | 1               | -                 | -                 | -                              | -                              | -                              | 30    | 11    |
| 2017-2018             | FC Saint-Gall         | Super League          | 7           | 3           | 1               | 0               | -                 | -                 | -                              | -                              | -                              | 8     | 3     |
| Sous-total            | Sous-total            | Sous-total            | 36          | 13          | 2               | 1               | -                 | -                 | -                              | -                              | -                              | 38    | 14    |
| 2017-2018             | FC Bâle               | Super League          | 25          | 14          | 1               | 0               | -                 | -                 | C1                             | 3                              | 0                              | 29    | 14    |
| 2018-2019             | FC Bâle               | Super League          | 32          | 14          | 5               | 5               | -                 | -                 | C1+C3                          | 2+4                            | 1+1                            | 43    | 21    |
| 2019-2020             | FC Bâle               | Super League          | 1           | 1           | -               | -               | -                 | -                 | C1                             | 2                              | 1                              | 3     | 2     |
| Sous-total            | Sous-total            | Sous-total            | 58          | 29          | 6               | 5               | -                 | -                 | -                              | 11                             | 3                              | 75    | 37    |
| 2019-2020             | West Ham United       | Premier League        | -           | -           | -               | -               | -                 | -                 | -                              | -                              | -                              | 0     | 0     |
| Sous-total            | Sous-total            | Sous-total            | -           | -           | -               | -               | -                 | -                 | -                              | -                              | -                              | 0     | 0     |
| Total sur la carrière | Total sur la carrière | Total sur la carrière | 106         | 45          | 14              | 9               | -                 | -                 | -                              | 15                             | 3                              | 135   | 57    |

## Palmarès
Il remporte le championnat de Suisse en 2013-2014 et 2014-2015 ainsi qu'en 2024-2025 avec le FC Bâle. Mais remporte aussi la Coupe de Suisse 2024-2025 avec le club suisse.
- Celtic FC
  - Vainqueur du Championnat d'Écosse en 2022.